# Паштов, Герман Суфадинович
Герман Суфадинович Паштов (кабард.-черк. Пэщт Суфэдин и къуэ Герман; род. 9 ноября 1941, Зольское Зольского района Кабардино-Балкарской АССР, СССР) — советский и российский график, живописец, художник. Народный художник РФ (2006), академик РАХ (2012), профессор. Основатель и руководитель школы ксилографии Германа Паштова. 
Член Союза художников СССР и России с 1967 года. Член союза журналистов СССР и России с 1975 года. Основатель и руководитель школы ксилографии Германа Паштова (с 1998 года).

## Биография
Родился в 1941 году в селении Зольское Зольского района Кабардино-Балкарской АССР.
В ноябре 1941 года отец Суфадин Паштов ушёл на фронт и мать Фатимат с сыном Германом переехали в родовое селение Куба. В 1950 году семья переезжает в Нальчик и с пятого класса Герман Паштов занимался в изостудии нальчикского Дворца пионеров, руководимой Андреем Лукичом Ткаченко.
В 1963 году окончил Ростовское художественное училище имени М. Б. Грекова, защитив диплом по живописи.
Обращение к истокам национальной культуры вызвало к созданию портретов, основоположников кабардинской и балкарской поэзии Бекмурзы Пачева и Кязима Мечиева. За одну из первых книг, сборник стихов А.Кешокова и К.Кулиева «Горской песни два крыла» был удостоен Диплома второй степени на Всероссийском конкурсе «Искусство книги» (1975).
В 1967 году был приглашён художником-постановщиком в Кабардино-Балкарский государственный музыкальный театр. Окончил Украинский полиграфический институт им. Ивана Федорова, Львов (1974).
В 1989 году уехал в Красноярск, чтобы возглавить творческую мастерскую книжной графики в недавно созданном Красноярском государственном художественном институте.
В 1991 году организовал всероссийский симпозиум керамистов в городе Нальчике, где создал серию работ из скульптур. Окончил Творческую мастерскую графики Российской академии художеств в Красноярске (1996).
18 февраля 1997 года Парламентом Кабардино-Балкарии был утверждён герб республики, который был составлен Паштовым в сотрудничестве с Якубом Алиевичем Аккизовым.
В 1998 году создал «Красноярскую школу ксилографии Германа Паштова», которая является единственной в России, объединением более 50 художников-граверов.
С 2018 года приглашён научным руководителем "Творческой мастерской Германа Паштова" , Кабардино-Балкарского государственного университета им. Х. М. БЕРБЕКОВА.

## Награды и звания
- Академик Российской академии художеств (2012)[7].
- Народный художник Российской Федерации (2006).
- Академик Адыгской Международной академии наук (2003).
- Профессор (1996).
- Заслуженный художник Российской Федерации (1995).
- Член комиссии при президенте РФ по присуждению Государственных премий в области литературы и искусства (1992—1997).
- Заслуженный художник Кабардино-Балкарской АССР (1981).

## Семья
- Жена — Паштова Жанна Биляловна (1944). Звукорежиссёр
- Дочь — Паштова Леля Германовна (1968). Доктор экономических наук, профессор, академик АМАН.
- Сын — Пашт-Хан (Паштов) Алим Германович (1972). Народный художник КБР.

## Основные работы

### Графика
- «Аул» (1965), «Мелодия» (1966), «Семья» (1965), Серия «Кентавры» (1981), Серия «Кабардинская сюита» (1988), «Фантазии на кабардинские темы № 1, 2» (1986), Серия «Первым кабардинским лётчикам» (1988), Серия «Кони — 90» (1990), Серия «Фантазии на тему кабардинских песен» (1987), Серия «Когда на земле мир» (1985), «Сон» (1997), «Плод»(1997), Серия «Люди-Птицы» (1994), «Остановить чёрного коня» (1986).

- Серия иллюстраций к произведениям А. П. Кешокова «Стихи-стрелы» (1978), Серия иллюстраций к произведениям К. Ш. Кулиева (1980—1985), Серия иллюстраций к произведениям Х. К. Бештокова «Каменный век» (1987), «Теплый ветер» (2010), «На Енисее» (2011), «Зима в академгородке-детская спортплощадка», (2016) обрезная ксилография. «Венецианская серия», (2003).цв.обрезная ксилография. «Данте», (2005) цв.литография. «Четыре карты», (1990) цв.литография. «Сибирская ранетка», (2005) цв.литография. «Яблоко+», (2005) цв.литография. Триптих «Соната», «Лучник», «Танцовщица», (2006) цв.обрезная ксилография. Серия иллюстраций к Кавказским поэмам М. Ю. Лермонтова (1983—1988).торцовая ксилография «Читая М. Ю. Лермонтова», (1988) торцовая ксилография. Серия иллюстраций к избранным произведениям А. С. Пушкина, (1989—1999) торцовая ксилография.

### Живопись
- «Седая старина» (1967), «Автопортрет с другом» (1979—1980), «Групповой портрет на фоне трех пейзажей» (1981), «Памяти павших 115-й кавалерийской дивизии» (1980), «Рододендроны» (2004), «Золотой Джантуган» (2011—2016), «Скалы в дождь», «На плоту», «Русалки» (1994—1995), «Вечер на Енесее», «Комунальный мост через Енисей» (1993), «Ожидание», «Разговор» (2001), «Тишина», «Сентябрь» (2002), «Разговор», «У ручья», «Музыка» (2011), «Горный цветок», «Эльбрус», «Казбек» (2015—2016), «Рыбный день», «Аул в горах» (2016), «Башни в горах» (2016), «Мелодия» (2011—2016), «Пряха» (2012—2016).